# 奈阿克 (紐約州)
奈阿克（英語：Nyack）是位於美國紐約州羅克蘭縣的村。

## 人口
根據2020年美國人口普查的數據，奈阿克的面積為4.16平方千米，當中陸地面積為1.99平方千米，而水域面積為2.16平方千米。當地共有人口7265人，而人口密度為每平方千米1,746人。